# Ercolania fuscata
Ercolania fuscata är en snäckart som först beskrevs av Gould 1870.  Ercolania fuscata ingår i släktet Ercolania och familjen Stiligeridae. Inga underarter finns listade i Catalogue of Life.